# Palacio de Babolovo
El palacio de Babolovo (en ruso: Ба́боловский дворе́ц) fue una dacha rusa (Myza), ahora en ruinas, del príncipe Potemkin en Tsarskoe Selo.
Fue en 1780 que Catalina II de Rusia obsequió el recinto adyacente al parque Catalina y el parque Alexander a su entonces favorito, Potemkin. Un palacio provisional de madera fue construido para albergar a las citas de los amantes. Fue reconstruido en piedra con un diseño neogótico por Ilya Neyelov entre 1782 y 1785. El palacio Babolovsky era esencialmente una casa de verano con siete habitaciones que daban a un parque, una torre octogonal pintoresca y tenía un segundo piso.
Alejandro I de Rusia utilizó el palacio para su encuentro furtivo con Sophia Velho, la hija de un banquero de la corte. Encargó a Vasily Stasov rediseñar el palacio.